# Jusuf Butrus Ghali
Jusuf Butrus Ghali, Jussef Boutros-Ghali (ur. 20 sierpnia 1952 w Kairze) – egipski polityk, Kopt, prawnuk byłego premiera Butrus Ghalego Paszy, bratanek byłego sekretarza generalnego ONZ, Butrusa Butrusa Ghalego. Był ministrem ds. współpracy międzynarodowej (1993-1996) i sekretarzem stanu ds. ekonomicznych (1996-1997), a także kierował ministerstwem ekonomii (1997-2001) oraz resortem handlu zagranicznego (2001-2004). W latach 2004–2011 pełnił funkcję ministra finansów w rządzie Ahmada Nazifa. Po upadku reżimu Husniego Mubaraka został zaocznie skazany na karę 30 lat pozbawienia wolności za korupcję i nadużycia finansowe.